# ガネーシュ・アーチャーリヤ
ガネーシュ・アーチャーリヤ（Ganesh Acharya、1971年5月23日 - ）は、インドのヒンディー語映画で活動する振付師。『ミルカ』の挿入曲「Hawan Kund」、『Toilet: Ek Prem Katha』の挿入曲「Gori tu lath mar」で国家映画賞 振付賞を受賞している。

## 生い立ち
マドラスに暮らすタミル語話者の家庭に生まれ、父はダンサー・振付師として活動していた。11歳の時に父が死去して一家は生活に困窮し、ガネーシュ・アーチャーリヤは学校を中退した。その後はカタックに移住し、姉の助けを借りてダンスの技術を学んだ。

## キャリア
ガネーシュ・アーチャーリヤはアシスタントとして映画界でのキャリアを始め、12歳の時にダンス会社を設立した。その後は振付師として活動し、1992年に『Anaam』に参加した。2001年に振付を手掛けた『Lajja』の挿入曲「Badi Mushkil」でスター・スクリーン・アワードの振付賞にノミネートされ、2005年には『Khakee』の挿入曲「Aisa Jadoo Dala Re」でジー・シネ・アワード 振付賞のノミネートされた。2007年には『Omkara』の挿入曲「Beedi」でフィルムフェア賞 振付賞を受賞している。
2007年に『Swami』で監督デビューし、主要キャストにはマノージュ・バージペーイーとジューヒー・チャーウラーを起用している。2008年は『Money Hai Toh Honey Hai』の監督を務め、2011年にはタミル語映画『Rowthiram』に出演した。2012年には『火の道』の挿入曲「Chikni Chameli」の振り付けを手掛けている。

## 私生活
2000年11月に映画プロデューサーのヴィディ・アーチャーリヤと結婚し、娘サウンダリヤー・アーチャールヤをもうけた。

## フィルモグラフィー

### 振付
- Anaam（1992年）
- Maidan-E-Jung（1995年）
- Taaqat（1995年）
- Coolie No. 1（1995年）
- Saajan Chale Sasural（1996年）
- Chhote Sarkar（1996年）
- Auzaar（1997年）
- Ziddi（1997年）
- Mr. and Mrs. Khiladi（1997年）
- Bhai（1997年）
- Ghulam-E-Musthafa（1997年）
- 踊るツインズ（1997年）
- Badmaash（1998年）
- Achanak（1998年）
- Tirchhi Topiwale（1998年）
- Soldier（1998年）
- Wajood（1998年）
- Lal Baadshah（1999年）
- Kaala Samrajya（1999年）
- International Khiladi（1999年）
- Silsila Hai Pyar Ka（1999年）
- Jaanam Samjha Karo（1999年）
- Anari No.1（1999年）
- Sirf Tum（1999年）
- Haseena Maan Jaayegi（1999年）
- Hote Hote Pyar Ho Gaya（1999年）
- Mann（1999年）
- Arjun Pandit（1999年）
- Baadshah（1999年）
- Hello Brother（1999年）
- Vaastav: The Reality（1999年）
- Thakshak（1999年）
- En Sakhiye（2000年）
- Dulhan Hum Le Jayenge（2000年）
- Baaghi（2000年）
- Chal Mere Bhai（2000年）
- Joru Ka Ghulam（2000年）
- Beti No.1（2000年）
- Tera Jadoo Chal Gayaa（2000年）
- Jung（2000年）
- Kunwara（2000年）
- Refugee（2000年）
- Hadh Kar Di Aapne（2000年）
- Hamara Dil Aapke Paas Hai（2000年）
- Shikari（2000年）
- Aaghaaz（2000年）
- Jis Desh Mein Ganga Rehta Hain（2000年）
- Khiladi 420（2000年）
- Farz（2001年）
- Jodi No.1（2001年）
- Bas Itna Sa Khwaab Hai（2001年）
- Yeh Raaste Hain Pyaar Ke（2001年）
- Lajja（2001年）
- Ittefaq（2001年）
- Kyo Kii... Main Jhuth Nahin Bolta（2001年）
- Ajnabee（2001年）
- Rehnaa Hai Terre Dil Mein（2001年）
- Indian（2001年）
- Deewaanapan（2001年）
- Raaz（2002年）
- Kranti（2002年）
- Aap Mujhe Achche Lagne Lage（2002年）
- Pyar Ki Dhun（2002年）
- Pyaar Diwana Hota Hai（2002年）
- Hum Kisise Kum Nahin（2002年）
- The Legend of Bhagat Singh（2002年）
- Badhaai Ho Badhaai（2002年）
- Akhiyon Se Goli Maare（2002年）
- Yeh Hai Jalwa（2002年）
- Jaani Dushman: Ek Anokhi Kahani（2002年）
- Soch（2002年）
- Chor Machaaye Shor（2002年）
- Shakti: The Power（2002年）
- Road（2002年）
- Annarth（2002年）
- Waah! Tera Kya Kehna（2002年）
- Rishtey（2002年）
- Chalo Ishq Ladaaye（2002年）
- Kucch To Hai（2003年）
- Dhund（2003年）
- Ek Aur Ek Gyarah（2003年）
- Tere Naam（2003年）
- Chupke Se（2003年）
- Zameen（2003年）
- Sssshhh...（2003年）
- ムンナー兄貴、医者になる（2003年）
- Plan（2004年）
- The Hero（2004年）
- Khakee（2004年）
- Aetbaar（2004年）
- Woh Tera Naam Tha（2004年）
- Kismat（2004年）
- Masti（2004年）
- Run（2004年）
- Aan: Men at Work（2004年）
- Garv: Pride & Honour（2004年）
- ボクと結婚して!（英語版）（2004年）
- Taarzan: The Wonder Car（2004年）
- Dil Ne Jise Apna Kahaa（2004年）
- Madhoshi（2004年）
- Aitraaz（2004年）
- Aabra Ka Daabra（2004年）
- Ab Tumhare Hawale Watan Sathiyo（2004年）
- Vayasu Pasanga（2004年）
- Insan（2005年）
- Blackmail（2005年）
- Main Aisa Hi Hoon（2005年）
- Shabnam Mausi（2005年）
- Maine Pyaar Kyun Kiya?（2005年）
- Shaadi No. 1（2005年）
- Garam Masala（2005年）
- Deewane Huye Paagal（2005年）
- Dosti: Friends Forever（2005年）
- Rang De Basanti（2006年）
- Chingaari（2006年）
- Humko Tumse Pyaar Hai（2006年）
- Saawan... The Love Season（2006年）
- 36 China Town（2006年）
- Phir Hera Pheri（2006年）
- Golmaal: Fun Unlimited（2006年）
- Omkara（2006年）
- ムンナー兄貴、ガンディーと出会う（英語版）（2006年）
- Jaane Hoga Kya（2006年）
- Bhagam Bhag（2006年）
- Risk（2007年）
- Nehlle Pe Dehlla（2007年）
- Ek Chalis Ki Last Local（2007年）
- Swami（2007年）
- Aap Kaa Surroor（2007年）
- Chak De! India（2007年）
- Dhamaal（2007年）
- Halla Bol（2008年）
- Sunday（2008年）
- Rama Rama Kya Hai Dramaa?（2008年）
- Race（2008年）
- One Two Three（2008年）
- U Me Aur Hum（2008年）
- Krazzy 4（2008年）
- Haal-e-Dil（2008年）
- Mehbooba（2008年）
- God Tussi Great Ho（2008年）
- Hari Puttar: A Comedy of Terrors（2008年）
- Victory（2009年）
- Ek Se Bure Do（2009年）
- Teree Sang（2009年）
- Shadow（2009年）
- Baabarr（2009年）
- Jail（2009年）
- De Dana Dan（2009年）
- My Friend Ganesha 3（2009年）
- Raavan（2010年）
- Khatta Meetha（2010年）
- Action Replayy（2010年）
- Isi Life Mein...!（2010年）
- Bin Bulaye Baraati（2011年）
- Double Dhamaal（2011年）
- Singham（2011年）
- Bodyguard（2011年）
- 火の道（英語版）（2012年）
- Department（2012年）
- Jeena Hai Toh Thok Daal（2012年）
- Heroine（2012年）
- オーマイゴッド 〜神への訴状〜（英語版）（2012年）
- Chakravyuh（2012年）
- ターバン魂（英語版）（2012年）
- Khiladi 786（2012年）
- ダバング2（英語版）（2012年）
- Casanovva（2012年）
- Main Krishna Hoon（2013年）
- スペシャル26（英語版）（2013年）
- ミルカ（2013年）
- Zila Ghaziabad（2013年）
- Chashme Baddoor（2013年）
- ABCD: Any Body Can Dance（2013年）
- Commando: A One Man Army（2013年）
- 若さは向こう見ず（2013年）
- 銃弾の饗宴 ラームとリーラ（英語版）（2013年）
- ヒーローはつらいよ（英語版）（2014年）
- ヒーロー気取り（英語版）（2014年）
- PK（2014年）
- Humshakals（2014年）
- Mumbai Can Dance Saala（2015年）
- Suresh（2015年）
- Welcome Back（2015年）
- Brothers（2015年）
- Calendar Girls（2015年）
- Singh Is Bliing（2015年）
- バージーラーオとマスターニー（英語版）（2015年）
- Sanam Re（2015年）
- Downtown（2016年）
- Baaghi（2016年）
- ハウスフル3（英語版）（2016年）
- Dongri Ka Raja（2016年）
- Baar Baar Dekho（2016年）
- 弁護士ジョリー2〜真実を白日のもとに（英語版）（2017年）
- バドリナートの花嫁（英語版）（2017年）
- Toilet: Ek Prem Katha（2017年）
- 仕置人DJ（英語版）（2017年）
- ムンナー・マイケル（英語版）（2017年）
- Sarkar 3（2017年）
- Bhoomi（2017年）
- Judwaa 2（2017年）
- Bhikari（2017年）
- パドマーワト 女神の誕生（2018年）
- タイガー・バレット（2018年）
- SANJU サンジュ（2018年）
- Batti Gul Meter Chalu（2018年）
- K.G.F: CHAPTER 1（ヒンディー語吹替版、2018年）
- Zero（2018年）
- Simmba（2018年）
- スーパー30 アーナンド先生の教室（2019年）
- Pailwaan（2019年）
- シャウト・アウト（英語版）（2020年）
- Tanhaji（2020年）
- Coolie No. 1（2020年）
- Mimi（2021年）
- プシュパ 覚醒（2021年）
- ブラフマーストラ（2022年）
- Bhediya（2022年）
- Rocky Aur Rani Kii Prem Kahaani（2023年）
- Ayalaan（2024年）
- デーヴァラ（2024年）
- Vicky Vidya Ka Woh Wala Video（2024年）
- Pushpa 2: The Rule（2024年）
- Game Changer（2025年）
- Badass Ravi Kumar（2025年）

### 俳優
- Ghatak: Lethal（1996年）
- En Sakhiye（2000年）
- Vayasu Pasanga（2004年）
- Money Hai Toh Honey Hai（2008年）
- Rowthiram（2012年）
- ABCD（英語版）（2013年）
- Hey Bro（2015年）
- オペレーション・メコン（英語版）（2016年）
- Mausam Ikrar Ke Do Pal Pyar Ke（2018年）
- Zero（2018年）
- Dehati Disco（2022年）

### 監督
- Swami（2007年）
- Money Hai Toh Honey Hai（2008年）
- Angel（2011年）
- Bhikari（2017年）

## 受賞歴

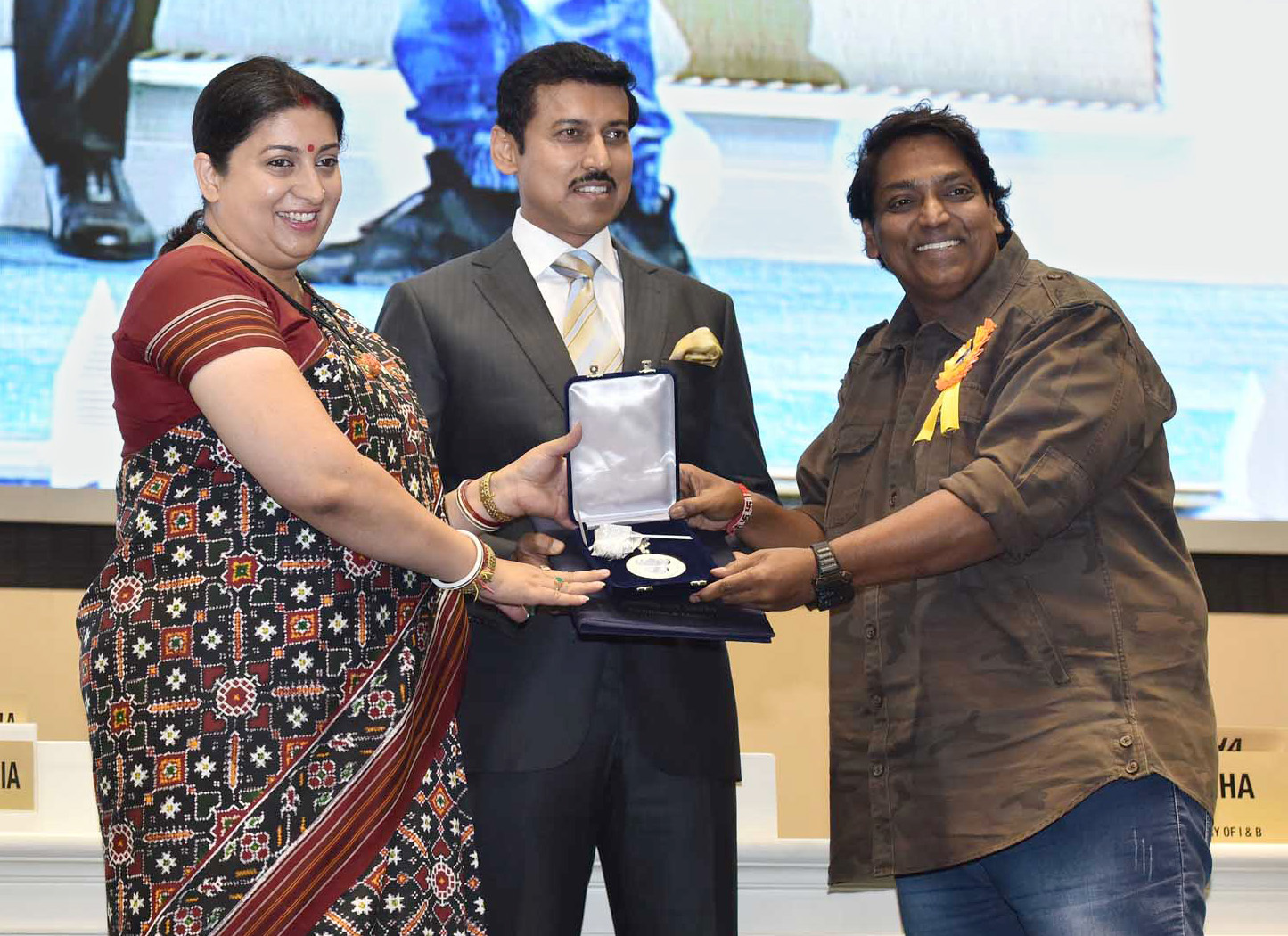
国家映画賞振付賞を受賞するガネーシュ・アーチャーリヤ（2018年）

| 年                                      | 部門       | 作品                                                           | 結果       | 出典          |
| 国家映画賞                              | 国家映画賞 | 国家映画賞                                                     | 国家映画賞 | 国家映画賞    |
| --------------------------------------- | ---------- | -------------------------------------------------------------- | ---------- | ------------- |
| 2014年                                  | 振付賞     | - 『ミルカ』 - 「Maston Ka Jhund」                             | 受賞       | [ 8 ]         |
| 2018年                                  | 振付賞     | - 『Toilet: Ek Prem Katha』 - 「Gori Tu Latth Maar」           | 受賞       | [ 9 ]         |
| フィルムフェア賞                        |            |                                                                |            |               |
| 2007年                                  | 振付賞     | - 『Omkara』 - 「Beedi」                                       | 受賞       | [ 10 ]        |
| 2007年                                  | 振付賞     | - 『ムンナー兄貴、ガンディーと出会う』 - 「Samjho Ho Hi Gaya」 | ノミネート | [ 10 ]        |
| 2007年                                  | 振付賞     | - 『Rang De Basanti』 - 「Paathshala」                         | ノミネート | [ 10 ]        |
| 2015年                                  | 振付賞     | - 『ヒーロー気取り』 - 「Whistle Baja」                        | ノミネート |               |
| 2018年                                  | 振付賞     | - 『バドリナートの花嫁』 - 「Badri Ki Dulhania」               | ノミネート | [ 11 ]        |
| 2019年                                  | 振付賞     | - 『パドマーワト 女神の誕生』 - 「Khalibali」                  | ノミネート | [ 12 ]        |
| 2019年                                  | 振付賞     | - 『SANJU サンジュ』 - 「Main Badhiya Tu Bhi Badhiya」         | ノミネート | [ 12 ]        |
| 2020年                                  | 振付賞     | - 『スーパー30 アーナンド先生の教室』 - 「Basanti No Dance」   | ノミネート |               |
| 2021年                                  | 振付賞     | - 『シャウト・アウト』 - 「Bhankas」                           | ノミネート | [ 13 ]        |
| 2021年                                  | 振付賞     | - 『Tanhaji』 - 「Shankara Re Shankara」                       | ノミネート | [ 13 ]        |
| 2022年                                  | 振付賞     | - 『Mimi』 - 「Param Sundari」                                 | ノミネート |               |
| 2023年                                  | 振付賞     | - 『ブラフマーストラ』 - 「Dance Ka Bhoot」                    | ノミネート | [ 14 ]        |
| 2023年                                  | 振付賞     | - 『Bhediya』 - 「Thukeshwari」                                | ノミネート | [ 14 ]        |
| 2024年                                  | 振付賞     | - 『Rocky Aur Rani Kii Prem Kahaani』 - 「What Jhumka?」       | 受賞       | [ 15 ] [ 16 ] |
| 2024年                                  | 振付賞     | - 『Dunki』 - 「Lutt Putt Gaya」                               | ノミネート | [ 15 ] [ 16 ] |
| 2024年                                  | 振付賞     | - 『Zara Hatke Zara Bachke』 - 「Tere Vaaste Falak」           | ノミネート | [ 15 ] [ 16 ] |
| フィルムフェア賞 マラーティー語映画部門 |            |                                                                |            |               |
| 2015年                                  | 振付賞     | - 『Lai Bhaari』 - 「Aala Holicha San」                        | 受賞       | [ 17 ]        |
| 2018年                                  | 振付賞     | - 『Boyz』 - 「Kutha Kutha」                                   | ノミネート | [ 18 ]        |
| 国際インド映画アカデミー賞              |            |                                                                |            |               |
| 2007年                                  | 振付賞     | - 『Omkara』 - 「Beedi」                                       | 受賞       |               |
| 2013年                                  | 振付賞     | - 『火の道』 - 「Chikni Chameli」                              | 受賞       | [ 19 ]        |
| テランガーナ・ガッダル映画賞            |            |                                                                |            |               |
| 2025年                                  | 振付賞     | 『デーヴァラ』                                                 | 受賞       | [ 20 ]        |
| ジー・シネ・アワード                    |            |                                                                |            |               |
| 2005年                                  | 振付賞     | - 『Khakee』 - 「Aisa Jadoo Dala Re」                          | ノミネート |               |
| 2007年                                  | 振付賞     | - 『Omkara』 - 「Beedi Jalaile」                               | 受賞       | [ 21 ] [ 22 ] |
| 2007年                                  | 振付賞     | - 『Rang De Basanti』 - 「Masti Ki Paathshaala」               | ノミネート | [ 21 ] [ 22 ] |
| 2013年                                  | 振付賞     | - 『火の道』 - 「Chikni Chameli」                              | 受賞       | [ 23 ]        |
| 2016年                                  | 振付賞     | - 『バージーラーオとマスターニー』 - 「Malhari」               | 受賞       | [ 24 ]        |
| スター・スクリーン・アワード            |            |                                                                |            |               |
| 2007年                                  | 振付賞     | - 『Omkara』 - 「Beedi」                                       | ノミネート |               |
| 2007年                                  | 振付賞     | - 『Rang De Basanti』 - 「Masti Ki Paathshaala」               | ノミネート |               |
| 2013年                                  | 振付賞     | - 『火の道』 - 「Chikni Chameli」                              | ノミネート | [ 25 ]        |
| 2015年                                  | 振付賞     | - 『ヒーロー気取り』 - 「Mere Naal Tu Whistle Baja」           | ノミネート |               |
| 製作者組合映画賞                        |            |                                                                |            |               |
| 2013年                                  | 振付賞     | - 『火の道』 - 「Chikni Chameli」                              | 受賞       |               |
| タイムズ・オブ・インディア映画賞        |            |                                                                |            |               |
| 2013年                                  | 振付賞     | 『火の道』                                                     | 受賞       |               |
| 国際インド映画賞                        |            |                                                                |            |               |
| 2006年                                  | 振付賞     | - 『Omkara』 - 「Beedi」                                       | 受賞       | [ 26 ]        |